# Heidelore Wörndl
Heidelore Wörndl (* 14. Juni 1944 in Ebenau) ist eine ehemalige österreichische Politikerin (SPÖ) und Kauffrau. Wörndl war von 1983 bis 1984 Abgeordnete zum Nationalrat. 
Wörndl absolvierte nach der Pflichtschule eine kaufmännische Lehre und bildete sich in der Folge zur Bilanzbuchhalterin weiter. Sie arbeitete als Leiterin des Rechnungswesens in der Baubranche und war ab 1973 selbständige Textilkauffrau. Wörndl war Gemeinderätin in Neumarkt am Wallersee sowie Vorsitzende des Kontrollausschusses. Sie fungierte ab 1980 innerparteilich als Vorsitzende der Sozialistischen Frauen im Bezirk Flachgau 1980 und war Mitglied des Landes-Frauenkomitees der SPÖ Salzburg sowie ab 1982 Mitglied des Vorstandes der SPÖ-Flachgau. Wörndl vertrat die SPÖ zwischen dem 1. Juni 1983 und dem 6. September 1984 im Nationalrat. 